# Raphaël Katebe Katoto
Pour les articles homonymes, voir Katoto.
Raphaël Soriano Katebe Katoto, est un homme d’affaires congolais, né le 29 septembre 1944. Il fait fortune dans les pêcheries. Son demi-frère, Moïse Katumbi Chapwe, fut gouverneur de 2007 à 2015
. Il est marié à Nele Devriendt.

## Biographie
Raphaël Soriano est né à Kashobwe dans le Katanga le 29 septembre 1944 d'un père juif séfarade de la Grèce, Nissim Soriano, ayant fui entre les deux guerres mondiales l’île de Rhodes, alors contrôlée par l’Italie fasciste, pour s'établir au Katanga. 
Raphaël Soriano fait ses études à l'université de Lubumbashi. Il travaille ensuite comme enseignant à l’école catholique de Kapolobwe. Il conclut aussi des contrats de distribution de viande et de poisson avec la Gécamines. Sa compagnie pratique aussi le transport du cuivre, du cobalt et d’autres minéraux entre Lubumbashi et Dar es Salam en Tanzanie
Trente ans durant, Monsieur Katebe Katoto avait sponsorisé le club de football TP Englebert ou encore TP Mazembe par après. Avec cette équipe de football il avait remporté trois fois la coupe d'Afrique[réf. nécessaire].

## Parcours Politique
Raphaël Katebe Katoto Soriano qui avait pris une part active au bon aboutissement du Dialogue inter-congolais à Sun City, Afrique du Sud, dans le cadre d'une alliance, ASD (Alliance pour la sauvegarde du Dialogue inter-congolais) aux côtés de l'UDPS et du RCD-Goma, avait par la suite été nommé Sénateur de la Transition, mais avait refusé d'occuper son fauteuil.
Raphaël Katebe Katoto est revenu au devant de la scène politique congolaise en 2016 lors du conclave de l'opposition politique à Genval (Belgique). Il a financé la rencontre et proposé le château qui avait accueilli l'ensemble des partisans. Un établissement qui avait aussi connu la célébration du mariage de son petit-frère Moise Katumbi.
Il fait partie du conseil des sages du Rassemblement de l'opposition congolaise dont le président est Etienne Tshisekedi. Soutien naturel à son frère Moise Katumbi qui est candidat à la prochaine élection présidentielle, Raphaël Katebe Katoto s'est transformé en communicant dans plusieurs interviews.